# Séraphin Magloire Fouda
Séraphin Magloire Fouda, est un économiste et homme d'État camerounais. Il est Professeur agrégé des facultés de sciences économiques et de gestion et est depuis le 2 octobre 2015, Secrétaire Général des services du Premier Ministre.

## Biographie

### Études
Séraphin Magloire Fouda fait ses études primaires à l'école Saint Joseph de Mvolyé. Il fait ses études secondaires successivement au Collège Sacré Cœur de Makak et au Lycée Technique de Douala. Il fait ses études supérieures à l'Université de Yaoundé. En 1992 il obtient un doctorat à l'Université de Paris II. Il est major du concours d'agrégation  du Conseil Africain et Malgache pour l’Enseignement Supérieur(CAMES) en 1999 et est nommé en 2003 Doyen de la Faculté des sciences économiques et de gestion de l'Université de Yaoundé II-Soa. Il occupe ce poste jusqu'en 2005. En 2021, le conseil des ministres du CAMES l'admet au grade d'Officier à titre exceptionnel des Palmes Académiques de l'Ordre International des Palmes Académiques du CAMES (OIPA)

### Carrière
Séraphin Magloire Fouda occupe plusieurs postes au sein du Gouvernement camerounais. Il est successivement conseiller technique, chef de la division des affaires économiques au secrétariat général de la présidence entre 2005 et 2009, et Secrétaire Général-adjoint de la Présidence entre 2009 et 2015. Il est nommé Secrétaire Général des services du Premier Ministre le 2 octobre 2015.
Par ailleurs, le 21 novembre 2010, il est nommé Président du Conseil d'Administration d'AES SONEL. Il conserve son poste de PCA avec l'arrivée d'Actis et d'ENEO Cameroun. Il est également Président du Comité de Gestion de la MIRAP (Mission de Régulation des approvisionnements des produits de grande consommation),.

## Ouvrages
- Dynamiques de développement. Débats théoriques et enjeux politiques à l'aube du XXIe siècle, Mélanges en l'honneur de Georges Walter Ngango, (en codirection avec Bekolo-Ebe Bruno et Mama Touna), Montchrestien, Paris, 2003, 595p. (ISBN 9782707613554)
- Mondialisation, exclusion et développement africain: Stratégies des acteurs publics et privés. Tome 1: Mondialisation, réformes économiques et développement durable, (en codirection avec Bekolo-Ebe Bruno et Mama Touna), Maisonneuve et Larose - CEREG - Université Yaoundé II, Paris - Yaoundé, 2007, 261p.  (ISBN 9782706819803)